# Corrupción policial en España desde 1975
La corrupción policial en España desde la muerte del general Franco ha golpeado a la opinión pública en múltiples momentos, aunque con diferentes niveles de intensidad. Se llama corrupción policial a una mala praxis por la que los miembros de la Policía Nacional y la Guardia Civil rompen su contrato social y abusan de su poder en beneficio propio, desprestigiando a la institución a la que sirven. Este tipo de corrupción puede involucrar a uno o varios agentes y puede implicar un desafío a la confianza pública y a los derechos humanos, con graves consecuencias sociales y/o morales. La corrupción policial en España puede adoptar muchas formas, como los sobornos de tránsito, sobornos para ascender irregularmente de rango, robo de combustible, tráfico de influencias, narcotráfico, alquiler de armas a grupos criminales, complicidad para la extorsión, abuso de autoridad, uso excesivo de la fuerza, conspiración, ofrecimiento de sicariato y espionaje. Mientras la Policía Nacional no da datos de sus "ovejas negras", la Guardia Civil estima en 500 personas las investigadas cada año, de un total de 88.000 agentes en 2024.

## Legislación y regulación
La Constitución de 1978, en su artículo 104, encomienda a las Fuerzas y Cuerpos de Seguridad, bajo dependencia del Gobierno de la nación, la misión de proteger el libre ejercicio de los derechos y libertades de los ciudadanos y garantizar la seguridad ciudadana. Subsiguiente a este precepto constitucional, se dictó la ley orgánica 2/1986, de 13 de marzo, de Fuerzas y Cuerpos de Seguridad, que es el pilar básico y común del régimen jurídico de todos los cuerpos policiales, estatales, autonómicos y locales, y a partir del cual se han ido desarrollando para cada uno de ellos sus respectivas normas de organización y funcionamiento. Para la sanción de las infracciones cometidas por los policías durante el desempeño de sus funciones, se dictó la ley orgánica 4/2010, de 20 de mayo, del Régimen disciplinario del Cuerpo Nacional de Policía. En España, la Unidad de Asuntos Internos depende directamente del Director Adjunto Operativo de la Policía Nacional. Sus labores se mueven principalmente en el ámbito de las labores de la Policía Judicial pero desde el sigilo más absoluto. Los delitos que persiguen son de forma predominante el tráfico de drogas, cohecho y revelación de secretos. En muchas ocasiones tienen que trabajar con fuentes anónimas y tirar de los hilos.

## Cronología
El 29 de agosto de 1984 fue detenido el sargento de la Guardia Civil Manuel Mielgo Lera en San Lorenzo de El Escorial (provincia de Madrid), por fuerzas del Grupo Central Antidrogas de la dirección general del mismo instituto, que le intervinieron 1,9 kilos de heroína.
Siglo XXI
En julio de 2008 desapareció del depósito en los calabozos de la Jefatura Superior de Policía de Sevilla un alijo de unos 125 kilos de droga, en su mayor parte cocaína, que permanecía en esas dependencias policiales bajo la custodia de miembros de la Unidad Especial de Droga y Crimen Organizado (Udyco) de la Policía Nacional. Se trataba de un lugar muy vigilado y con grandes medidas de seguridad. El secretario general del Sindicato Unificado de Policía (SUP) en Andalucía, Manuel Espino, estimó que las sustancias estupefacientes desaparecidas alcanzarían los 5 millones de euros en el mercado negro y que todas las sospechas apuntaban a un agente policial.
En mayo de 2012, en una operación contra el narcotráfico en la provincia de Granada, permitió la incautación de 1,5 kilos de hachís y la detención de cinco personas, al frente de las cuales figuraba el jefe de la Guardia Civil de Vélez de Benaudalla, un sargento que recientemente había sido ascendido a brigada.
En junio de 2019, el guardia civil Antonio Manuel Guerrero, uno de los miembros de La Manada condenados por el Tribunal Supremo a 15 años de prisión por violación, perdió su condición de guardia civil, de acuerdo con la resolución publicada en el Boletín Oficial del Ministerio de Defensa, todo ello en virtud del auto de la sección II de la Audiencia Provincial de Navarra del 29 de junio de 2019 que traspone el fallo del Supremo.
En marzo de 2024 la Comandancia de la Guardia Civil de Córdoba dio a conocer la presunta actuación irregular de uno de sus miembros en la tramitación de contratos menores, por lo que un juez determinó la detención de un sargento supuestamente implicado en el caso tras una investigación desarrollada por la Unidad de Asuntos Internos de la benemérita. Ese mismo mes, en Sevilla, la Audiencia Provincial condenó con ocho años y diez meses de prisión y once años de inhabilitación al teniente R.P.M. por aceptar sobornos. Asimismo, le impuso una multa de 1,5 millones de euros. 
En julio de 2024 la Audiencia Provincial de Cádiz, con sede en Algeciras, condenó a un cabo de la Guardia Civil a una pena de seis años de prisión como autor material de un delito de blanqueo de capitales agravado por la procedencia de delitos de tráfico de drogas, y a una multa de 4.500.000 euros. Además, le condenó a un año de prisión por la comisión del delito de pertenencia a grupo criminal, así como condenó a sus dos hijos como cooperadores necesarios a penas de dos años y cinco meses por el blanqueo de capitales y multa de 4.500.000 a cada uno de ellos y ocho meses de prisión por el delito de pertenencia a grupo criminal.
En agosto de 2024 una brigada de la Guardia Civil y la Asociación Unificada de Guardias Civiles (AUGC) denunciaron supuestas ilegalidades en el Seprona de Sevilla. A la par, solicitan la creación de un canal interno de denuncias, tal como exige la directiva comunitaria 1937/2019.
En noviembre de 2024, en una macrooperación contra el tráfico de estupefacientes a ambos lados del Estrecho de Gibraltar se saldó con la detención de 24 personas, incluido un guardia civil natural de Ceuta y destinado desde hacía pocos días en el puesto de Pueblo Nuevo de Guadairo. Del caso entendía el Juzgado de Instrucción número 2 de Fuengirola.
En diciembre de 2024 fue detenido JFB, capitán de la Guardia Civil y jefe hasta mayo de ese año de la Oficina de Análisis e Investigación Fiscal (ODAIFI), los vigilantes del tráfico de drogas en el puerto de Valencia. El militar fue detenido junto a tres ciudadanos españoles y otros tres albanokosovares, integrantes de una mafia que se había hecho fuerte en el puerto de Valencia. En la operación se frustró la entrega de una tonelada de cocaína, vigilada por Asuntos Internos.

## Casos emblemáticos

#### Caso Nani
El 12 de noviembre de 1983, familiares de Santiago Corella alias el Nani acudieron al diario El País para denunciar la detención “con extrema violencia” del joven. Comenzaba un caso que conmocionó a la sociedad española. Cinco años después llegó a los juzgados el caso de la desaparición de Santiago Corella, cuyo cadáver nunca apareció.

#### Caso Mérida
En septiembre de 2021, fueron detenidas una veintena de personas por tráfico de drogas en Mérida. Los investigadores de la Unidad de Asuntos Internos (UAI) de la policía, en combinación con la Unidad Central Operativa (UCO) de la Guardia Civil, detuvieron al grupo completo de estupefacientes de la Policía Nacional de Mérida (Badajoz), incluido el inspector que estaba al frente de la misma. Además de estos cinco policías, fueron detenidos dos guardias civiles por su presunta implicación. Para la UAI, los detenidos formaban parte de un complejo entramado criminal asentado en la provincia de Badajoz integrado por varias organizaciones que interactuaban entre ellas, dedicadas presuntamente al cultivo, procesado, manipulación y posterior distribución de marihuana en la provincia.

#### Caso Jefe de la UDEF
El 6 de noviembre de 2024 fue detenido O.S.G., jefe de la Unidad contra la Delincuencia Económica y Fiscal (UDEF) de Madrid hasta ese momento, investigado por ser un estrecho colaborador de una red de tráfico de drogas a cambio de grandes sumas de dinero. En efecto, se le acusa de graves delitos como tráfico de drogas, organización criminal, blanqueo, cohecho y revelación de secretos. El juez dictó prisión provisional por entender que existían presuntos vínculos con una red de narcotráfico con la que "colaboraba reiteradamente", facilitando la entrada de grandes alijos, incluido el mayor interceptado hasta la fecha –de 13 toneladas de cocaína– lo que llevó a su detención. En la querella presentada por la Fiscalía Antidroga se advertía de que este inspector jefe estaba colaborando, o incluso estaba integrado, en una organización dedicada a la introducción de grandes partidas de cocaína y al blanqueo de las ganancias obtenidas. Según la Fiscalía, su colaboración "se concretaba esencialmente en la realización de consultas en las bases de datos policiales para conocer y descartar la existencia de investigaciones sobre los miembros de la organización". Al día siguiente a su detención, Unidad de Asuntos Internos de la Policía española registró su chalet en la localidad madrileña de Villalbilla en el que encontraron una cantidad de dinero de más de 20 millones de euros en billetes escondidos en el techo, las paredes o el jardín. Asimismo, los agentes descubrieron 448.110 euros en efectivo en Denia, su segunda residencia, y 896.400 euros en los muebles de su despacho en la Jefatura Superior de Policía de Madrid, así como diferente documentación y anotaciones.

#### Caso Alcalá de Guadaíra
El 17 de septiembre de 2024 cinco agentes del grupo antidrogas de Alcalá de Guadaíra fueron arrestados por la Unidad de Asuntos Internos de la Policía Nacional en una operación contra el narcotráfico en la localidad sevillana, en la que fueron detenidas 28 personas. Entre los arrestados figuraban cinco agentes de este municipio de la comarca de Los Alcores. La operación, en la que ha participado la Unidad de Asuntos Internos, va dirigida contra actividades relacionadas con el narcotráfico detectadas en el municipio alcalareño. Las detenciones de los cinco policías nacionales, estarían vinculadas supuestamente con estas redes de distribución de drogas.

#### Caso Cuarteles
En diciembre de 2024 la Fiscalía de Madrid solicitó prisión para el teniente general de la Guardia Civil jubilado Pedro Vázquez Jarava por su presunta implicación en la trama de amaño de contratos para obras en instalaciones de la Guardia Civil, en el marco del llamado caso Cuarteles,

#### Caso banda motera de Baleares
En agosto de 2025 se hizo público que la Guardia Civil y la Policía Nacional habían detenido en Baleares a un total de 13 personas en una operación que investigaba el blanqueo de capitales procedentes del narcotráfico. La policía detuvo al inspector F.N., exjefe del grupo de Estupefacientes de la Policía Nacional en Baleares.